# マイケル・ウッズ (俳優)
マイケル・ウッズ（Michael Woods、1957年7月10日 - ）は、アメリカ合衆国の俳優。

## 経歴
ミシガン州デトロイトに生まれる。デトロイトのマリーグローブ・カレッジで演劇を専攻し、1977年にはケネディ・センター全米大学演劇祭で賞を受け、BFA（芸術学士）を取得して卒業し、舞台俳優として経験を積んだ。
1981年、テレビの昼の連続ドラマ『オール・マイ・チルドレン』に出演したことで広く知られ、夜のプライムタイムのテレビドラマにも出演するようになり、1987年の『プライベート・アイ (Private Eye)』では主役ジャック・クリアリー (Jack Cleary) を演じた。
1987年の映画『愛は危険な香り (Lady Beware)』では、ダイアン・レインが演じるヒロインを追い詰めるストーカー役を演じた。その後も、テレビドラマやテレビ映画を中心に活動しており、2006年の映画『私立探偵ストレイチー/偽りのセラピー (Shock to the System)』では、敵役のコーネル博士 (Dr. Trevor Cornell) を演じた。